# アル・スノー
アル・スノー（Al Snow、本名：Allen Ray Sarven、1963年7月18日 - ）は、アメリカ合衆国のプロレスラー。オハイオ州ライマ出身。
1990年代を全盛期に、ECWやWWFにてサイコパス系のベビーフェイスとして活躍した。

## 来歴
オレイ&ジン・アンダーソン主宰のレスリング・キャンプでジム・ランカスターのトレーニングを受け、1982年にデビュー。地元オハイオのMCWなどインディー団体を転々とし、1995年2月にECWに参戦、現在のリングネームであるアル・スノー（Al Snow）を名乗る。並行してジム・コルネット主宰のスモーキー・マウンテン・レスリング（SMW）にも出場していたが、後に正式に所属となりECWを離脱。SMWではユナボムことグレン・ジェイコブズとのタッグチームで活躍し、ロックンロール・エクスプレスとも抗争した。
1995年8月にWWFと契約。オリエンタル系覆面レスラーのシノビ（Shinobi）やアバター（Avatar）、リーフ・キャシディ（Leif Cassidy）名義でのマーティ・ジャネッティとのニュー・ロッカーズなど、ギミックを転々とするがパッとせず、1997年にECWに戻る。その後、ヘッド（Head）というマネキンの首を恋人とする精神異常者ギミックで人気を獲得し、そのギミックのまま1998年にWWFと再契約。以降、異色のベビーフェイスとしてアティテュード期のWWFを賑わせることになる。
1998年、ボブ・ホーリー、スコーピオ、ブルー・ミーニー、ギルバーグなど、以前の彼と同じようなジョバー選手を集めたユニット、ジョブ・スクアッド（J.O.B. Squad）を結成。ユニット解散後はハードコア・ホーリーと改名したボブ・ホーリーと抗争を繰り広げ、ハードコアマッチ戦線で活躍。1999年11月にはマンカインドとのサイコパス系タッグでハードコア&クラッシュのホーリー・カズンズからWWF世界タッグ王座を奪取している。2000年からは硬派キャラのスティーブ・ブラックマンとのコミカルなタッグチーム、ヘッド・チーズ（Head Cheese）で活動。同年8月末にはペリー・サターンを下し欧州王座を獲得、以降はヨーロッパ各国の衣装のコスプレを展開し、英国親善大使ギミックのウィリアム・リーガルと抗争した。
2001年からは第一線を退き、新人レスラーオーディション番組『タフイナフ』の教官を務め、メイヴェン、クリストファー・ノインスキー、ジョン・モリソン、ブギーマンらを輩出。2002年の2リーグ制発足後はスマックダウンに所属したが後にRAWに移籍し、サンデーナイト・ヒートの解説者を担当する。2006年にはWWEで復活したECWに移籍。2007年1月にWWEを解雇されるが、当時のファーム団体だったOVWのトレーナーとして再雇用された。
2008年2月にOVWとWWEとの業務提携が解消されてからはフリーランサーとなり、同年12月にはTNAに登場。以降、各地のインディー団体へのスポット参戦を経て、2010年7月よりTNAに再登場し、ミック・フォーリー、ロブ・ヴァン・ダム、レイヴェン、トミー・ドリーマー、スティービー・リチャーズ、ライノ、チーム3DらとTNA版ECWオリジナルズであるEV 2.0（Extreme, Version 2.0）を結成した。ユニット解散後は、TNAのロード・エージェントを務めている。
日本では北尾道場、藤波辰爾の自主興行「無我」への参戦経験があり、西村修のアメリカ武者修行時代のライバルでもあった。

## 得意技
- スノー・プラウ（Snow Plow）
- DDT
- ドラゴン・スリーパー・ホールド

## 獲得タイトル
ワールド・レスリング・フェデレーション
- WWFハードコア王座：6回[4]
- WWF世界タッグ王座：1回（w / マンカインド）[2]
- WWF欧州王座：1回[3]

スモーキー・マウンテン・レスリング
- SMWタッグ王座：1回（w / ユナボム）

トップ・オブ・ザ・ワールド・レスリング
- TOWタッグ王座：1回（w / ピエール・カール・ウエレ）

その他
- MCWヘビー級王座：1回
- GWAヘビー級王座：1回
- UXWヘビー級王座：1回